# Roth Racing
Roth Racing war ein Team der IndyCar Series und Indy Lights Serie, welches dem Fahrer Marty Roth gehörte.
Das Team entstand 2004, als Roth das Indy Lights Equipment von Panther Racing kaufte und in einigen Rennen der Serie startete. Außerdem kaufte er ein IndyCar-Chassis um am Indianapolis 500 teilzunehmen. Roth schied in Indianapolis jedoch im Rennen aus; ebenso 2005, als das Auto gemeinsam mit PDM Racing eingesetzt wurde. 2006 konnte er sich gar nicht für das Rennen qualifizieren. Von jetzt an wurde aber die Strategie geändert, so dass Marty Roth auch bei einigen anderen Rennen der verbliebenen Saison 2006 sowie in der Saison 2007 auftauchte. Beim Saisonabschluss 2007 war man sogar mit zwei Autos am Start, das zweite wurde hier von P. J. Chesson gefahren.
In der Saison 2008 war das Team bei den ersten Rennen mit zwei Autos am Start. Zweiter Fahrer neben Marty Roth war zunächst Jay Howard, der für das Indianapolis 500 2008 durch John Andretti ersetzt wurde. Andretti fuhr in Indy deutlich die schnellsten Runden des Teams. Nach Indianapolis sollte zunächst Jay Howard wieder in das zweite Auto zurückkehren, bei den vier folgenden Events blieb jedoch Andretti. Einen festen Vertrag bis zum Saisonende lehnte dieser jedoch ab. In Watkins Glen saß dann noch einmal Jay Howard am Steuer des zweiten Autos; seitdem war das Team nur noch mit einem Auto am Start.
Nach der Saison 2009 schloss das Team seine Pforten. Die Mechaniker wechselten teilweise zu Conquest Racing, welche ab 2009 ein weiteres Auto einsetzten. Das Equipment wurden an das FAZZT Race Team verkauft, welches ab 2010 ein Auto für Alex Tagliani einsetzten. Doch auch FAZZT ist heute nicht mehr aktiv, das Team wurde zur 2011 an Sam Schmidt Motorsports verkauft, welches heute weiterhin der IndyCar aktiv ist.

## Fahrer
| Saison | Nr. | Fahrer        | Kommentar                                                         |
| ------ | --- | ------------- | ----------------------------------------------------------------- |
| 2004   | 25  | Marty Roth    | nur in Indianapolis                                               |
| 2005   | 25  | Marty Roth    | nur in Indianapolis                                               |
| 2006   | 25  | Marty Roth    | nur in Indianapolis, Michigan, Kentucky, Chicagoland              |
| 2007   | 25  | Marty Roth    |                                                                   |
| 2007   | 76  | P. J. Chesson | nur in Chicagoland                                                |
| 2008   | 24  | Jay Howard    | nur in Homestead, St. Petersburg, Motegi, Kansas und Watkins Glen |
| 2008   | 24  | John Andretti | nur in Indianapolis, Milwaukee, Texas, Iowa, Richmond             |
| 2008   | 25  | Marty Roth    |                                                                   |